# Michail Britnev
Michail Osipovič Britnev (rusky: Михаи́л О́сипович Бри́тнев; 1822 Kronštadt - 1889 Kronštadt) byl ruský podnikatel, stavitel lodí a tvůrce prvního ledoborce na světě.
Narodil se v obchodnické rodině. Od roku 1840 podnikal v Kronštadtu. Postavil několik plovoucích jeřábů pro vykládku lodí. V roce 1862 zorganizoval pravidelnou parní dopravu z Kronštadtu do Oranienbaumu. V roce 1864 přeměnil svůj parník Pilot na plavidlo rozbíjející led. Dřík byl pod čarou ponoru zkosený pod úhlem 20 °, což umožnilo plavidlu prolomit led a významně oslabit sílu nárazu při setkání s ledovými krami. Úspěšné využití Pilota přimělo Britneva postavit druhé takové plavidlo pod názvem Boy. V roce 1868 založil v Kronštadtu slévárenský a mechanický závod na stavbu lodí. V roce 1871 prodal výkresy Pilota do Německa. V Hamburku byl podle nich postaven ledoborec Eisbrecher-1, který podnítil stavbu podobných lodí nejen v Německu, ale i v Dánsku, Švédsku, USA a Kanadě.